# 麥克·霍爾頓
麥肯齊·霍爾頓（英語：Mackenzie Horton；1996年4月25日—），暱稱麥克·霍爾頓（Mack Horton），出生於澳洲墨爾本，是一位澳大利亚游泳運動員。他擅長自由泳，曾代表澳大利亞參加了2014年英聯邦運動會、2016年里约奥运会。
霍顿曾因数次表达对对手孙杨的不满而备受争议。2016年里约奥运会，他讽刺孙杨是“嗑药的骗子”；2019年游泳世锦赛，他又在颁奖仪式期间拒绝和孙杨合影。

## 职业生涯
霍顿于2012年首次代表澳大利亚参赛，比赛是2012年青少年泛太平洋游泳锦标赛。他在该比赛中以15:10.07的成绩赢得1500米自由泳金牌，还取得了该比赛中400米自由泳第二名和800米自由泳第4名的成绩。
他在两个月后举行的2012年新加坡游泳世界杯中，以14:54.25的成绩取得1500米自由泳冠军。
在2013年澳大利亞青年奧運會上，霍顿再次赢得了1500米自由泳项目的金牌。
八个月后，他在于迪拜举行的2013年世界青年游泳锦标赛上，获得五枚金牌和一枚银牌。他参加了200米、400米、800米及1500米自由泳的比赛，并且与卢克·帕西（Luke Percy）、里根·莱恩（Regan Leong）和布莱克·琼斯（Blake Jones）一同赢得了4×100米自由泳接力赛冠军。由霍顿、莱恩、伊萨克·琼斯（Isaac Jones）和杰克·麦卡劳林（Jack McLoughlin）组成的团队在4×200米自由泳接力赛中拿到了第二名，仅次于英国。
在2014年澳大利亚游泳锦标赛上，霍顿首次参加成人比赛，并在1500米自由泳比赛中以14:51.55的成绩取得第一，在400米自由泳项目中以3:44.60的成绩位于小组第二，打破了两项
青年游泳世界纪录。此外，他在200米自由泳的比赛中取得1:47.36的成绩，也创造了一项纪录。
在于格拉斯哥举行的2014年英联邦运动会上，他以14:48.76的成绩打破了他之前创下的记录，赢得了1500米自由泳的银牌。在400米自由泳中以3:44.91的成绩位居第4。在4×200米自由泳接力赛中，霍顿同托马斯·弗雷泽-霍尔姆斯、戴维·麦基翁和内德·麦肯德里以1:49.17成为第一名。
在三周后的2014泛太平洋游泳锦标赛中，霍顿以7.47.73的成绩拿下800米自由泳的银牌，以14:52.78的成绩拿下1500米自由泳的铜牌，与麦基翁、麦克沃伊和弗雷泽-霍尔姆斯一起以7:08.55的成绩拿下4×200米自由泳的铜牌。
他在2016年里約奧運會代表澳大利亞，在男子400米自由泳項目上以3分41.55秒的成績擊敗衛冕冠軍孫楊，赢得金牌。不過霍頓未能參加2020東京奧運400米項目，也就不能衛冕。
2024年1月21日，霍顿在仅离巴黎奥运会6个月的情况下宣布退役。

## 个人纪录
| 比赛          | 时间     | 记录 | 运动会               |
| 200 m 自由泳  | 1:47.36  |      | 2014年澳大利亚锦标赛 |
| 400 m 自由泳  | 3:41.55  |      | 2016年奥运会         |
| 800 m 自由泳  | 7:44.02  |      | 2015年世界游泳锦标赛 |
| 1500 m 自由泳 | 14:39.54 |      | 2016年澳大利亚锦标赛 |

## 争议

### 2016年里约奥运会
麥克·霍爾頓贏得里约奥运会400米自由泳金牌，在賽後媒體採訪時，声称自己「只是打敗了『吃禁藥』的對手」，并声称在比赛中获得亚军的中國選手孙杨为“服药的骗子”。他称自己并非针对孙杨，只是对药检阳性的运动员不满。之後麥克再度受訪時表示，「孙杨藥檢曾被驗出使用禁藥是事實」、「運動界對於禁藥應該採取零容忍政策」。
不过麥克·霍爾頓也承认，他使用极具挑衅性的“骗子”来称呼对手孙杨，这是由於他在賽前長期採取的策略，在心理上刻意貶低對手而舒緩自身的壓力，才會在賽後訪問將貶低對手的言語脫口而出。孫楊對此回應稱「这是澳大利亚人的小伎俩，每一位能够来到奥运会的选手都应该受到尊重」。中国游泳协会认为霍尔顿此番言论「缺乏素养和体育道德」，要求澳大利亚游泳协会对此事道歉。
国际奥委会发言人马克·亚当斯（Mark Adams）8月8日就霍爾頓的争议言论表态称：“虽然我们鼓励言论自由的立场很清楚，但另一方面，奥运攸关尊重他人及尊重他人竞赛的权利。每个状况当然有不同原因，但任何事都有底线，就是人们享有平静比赛的自由。”他同时表示国际奥委会不会对此事件展开深入调查。
澳大利亚游泳协会认为霍爾頓擁有自由表达意见的权利，称“澳大利亚游泳队的价值观鼓励‘表达自己’”，认为他有权表达自己对无禁药“干净体育”的观点，同时不认为是歧视故拒绝向中国游泳队道歉。

### 2019年游泳世锦赛
2019年7月21日，中国游泳运动员孙杨夺得2019年世界游泳锦标赛男子400米自由泳冠军。在颁奖典礼上，孙杨与季军获得者、意大利游泳运动员德蒂一同站上领奖台，唯独亚军获得者霍顿拒绝上台，不与孙杨合影，被认为是表达对前一年发生的孙杨干预兴奋剂检测事件及国际游泳联合会对此事处理的不满。随后在新闻发布会上，孙杨回应此事时表示：“在颁奖的时候，我想这是非常神圣的，每个人站在上面是代表自己的国家，你可以不尊重我，但你必须尊重中国。”霍顿在赛后接受媒体集中采访时表示：“我就是不想和做那种事的人一起站上领奖台。”此外霍顿还鼓动德蒂也不站上领奖台，但遭到拒绝。
针对霍顿颁奖典礼抗议一事，国际游泳联合会发表声明称已以书面的形式警告霍顿和澳大利亚游泳管理机构。後來，由於英國選手鄧肯·斯科特在男子200米自由泳頒獎典禮上同樣不與孫楊合影，國際游泳聯合會警告各國選手颁奖台上不得有不尊重行為，否則將面臨至輕則警告，重則罰款甚至沒收獎牌、禁賽處分。
世锦赛后，澳大利亚奥林匹克委员会对该国的运动员发出警告，要求运动员勿将2020年东京奥运颁奖典礼作为个人抗议的场所。